# Bonito (singolo)
Bonito è una canzone scritta e cantata dagli Jarabe de Palo, ed estratta dal loro quarto album Bonito del 2003.

## Descrizione
Il brano ottiene un'ottima accoglienza in tutta Europa ed in particolare in italia. Proprio per tale motivo il gruppo registrò una versione di Bonito in lingua italiana composta da Jovanotti, proprio come era successo in precedenza con Depende.

## Tracce
Maxi single
1. Bonito 4:15
2. Bonito (versione italiana) 4:14
3. Bonito (video)

CD-Single
1. Bonito 4:13
2. Bonito (versión italiano) 4:13

## Classifiche internazionali
| Classifica (2003) | Massima posizione |
| ----------------- | ----------------- |
| Belgio (Fiandre)  | 52                |
| Belgio (Vallonia) | 26                |
| Francia           | 55                |
| Italia            | 13                |
| Paesi Bassi       | 42                |
| Romania           | 30                |
| Svezia            | 43                |
| Svizzera          | 59                |